# Systemverktyg
Systemverktyg, engelska utility software, är de olika typer av datorprogram som används för att underhålla, diagnostisera, skydda eller reparera ett datorsystem, eller lagrad information på systemet. Systemverktyg kan ingå i ett operativsystem, eller installeras separat på datorn.
Systemverktyg skiljer sig från tillämpningsprogram, som utför uppgifter för användaren.

## Exempel på systemverktyg
- Antivirusprogram
- Backup-program
- Defragmenterare
- Kompressionsprogram